# Тверское реальное училище
Тверское реальное училище — среднее учебное заведение Министерства народного просвещения Российской империи.

## Администрация
Училище управлялось педагогическим советом (председатель — директор училища).

## Учебно-материальная база
В училище имелись кабинеты физики и естественных наук, чертежный и рисовальный классы, библиотека с фондом около 16 тысяч томов.

### Финансирование
Содержание училища осуществлялось за счет платы за обучение (в 1875 году — 20 руб., в 1916 году — 60 руб.) и отчислений из государственного и городского бюджета.

## Численность учащихся
В 1876 году в училище обучалось 45 учеников, в 1916 году — 338 учеников.

## Общественные организации училища
В 1880 году было учреждено "Общество вспомоществования нуждающимся ученикам Тверского реального училища", в 1907 году — "Общество организации путешествий учеников Тверского реального училища".

## Достижения
Работы учащихся были отмечены серебряными медалями на конкурсах Академии художеств (1892, 1885, 1888) и экспонировались на Всемирной выставке в Париже (1900), на всероссийских выставках в Москве и Нижнем Новгороде (1881, 1896 — дипломы 2-й степени).

## Социальный состав учащихся
Принимались выходцы из всех сословий: около 70 % учащихся — дети купцов, мещан, крестьян.

## Программа обучения
Срок обучения 6—7 лет (7-й класс — для поступавших в высшие учебные заведения).
Учащиеся получали общее образование и основы технических знаний. Большое место отводилось преподаванию естествознания и прикладных предметов: математики, физики, механики, счетоводства, моделирования, черчения, рисования.
В 1888 году реальное училище было преобразовано в общеобразовательное: количество специальных предметов было несколько сокращено, а выпускники получили право поступления на физико-математические и медицинские факультеты вузов.

## История
23 апреля 1875 года по инициативе Городской Думы мнением Государственного Совета высочайше утверждено разрешение учредить в городе Твери с начала 1875/1876 учебного года 6-классное реальное училище с дополнительным высшим седьмым классом.
23 октября 1875 года в первый и второй классы училища поступило 45 учеников.
В 1918 году училище было упразднено.

## Преемственность
С 1918 года в здании располагалась Единая трудовая школа 2-й ступени №2, затем педагогическое училище, советская партийная школа, областное управление сельского хозяйства, Тверской объединённый музей.

## Известные выпускники
- Родоначальник радиометрии Л. Н. Богоявленский;
- Советский государственный деятель А. А. Жданов;
- Поэт М.Я. Козырев.

- Категория:Выпускники Тверского реального училища

## Адрес
Училище располагалось на ул. Миллионной (ныне ул. Советская, д. 5) — ныне в здании находится Тверской государственный объединенный музей.

## Архитектура
Здание училища было построено во 2-й половине XIX века на месте разобранных служебных корпусов Путевого дворца, занятых в 1820-х годах юнкерским училищем. Владельцем здания в то время был некто Юлиус Пиранг из латвийского города Бауска. В 1875 году в здании открылось реальное училище, тогда же началась перестройка здания под руководством архитектора П. Ф. Федорова.
Здание представляет собой длинную 2-этажную постройку в стиле эклектики, со срезанным углом, обращенным на улицу. Окна здания на первом этаже украшены простыми арками, на втором — более пышными. В интерьере здания сохранилась широкая чугунная лестница, кафельные печи и тяжёлые двери.